# Hong Kong Open 1992
L'Hong Kong Open 1992 è stato un torneo di tennis giocato sul cemento. È stata la 17ª edizione dell'Hong Kong Open che fa parte della categoria World Series nell'ambito dell'ATP Tour 1992.
Si è giocato a Hong Kong dal 13 al 19 aprile 1992.

## Campioni

### Singolare
Jim Courier ha battuto in finale  Michael Chang con il punteggio di 7–5, 6–3

### Doppio
Brad Gilbert /  Jim Grabb hanno battuto in finale  Byron Black /  Byron Talbot con il punteggio di 6–2, 6–1